# 安邦-吉隆坡高架高速公路

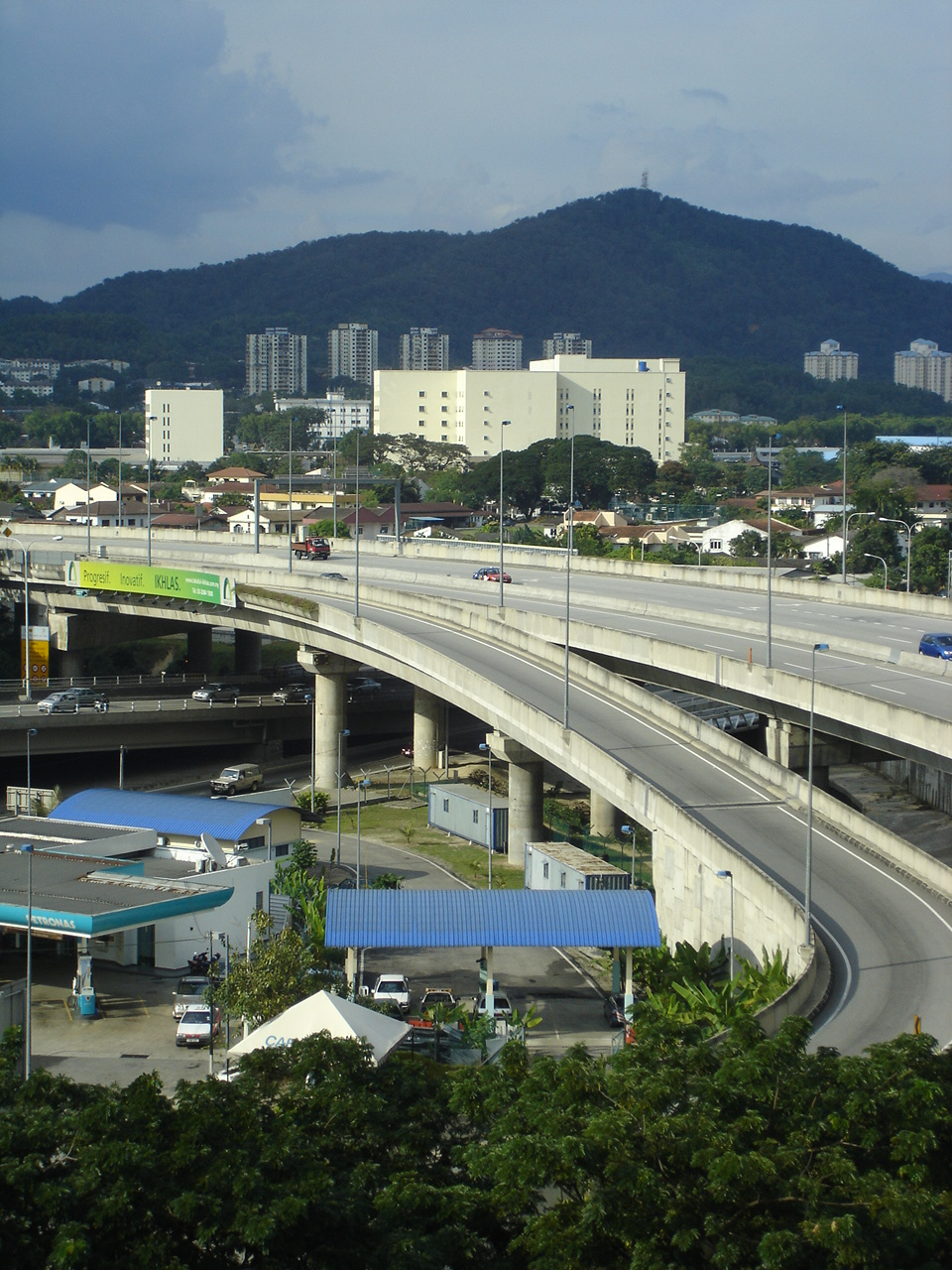
安邦-吉隆玻高架高速公路与吉隆坡中环 2 号公路的交汇处

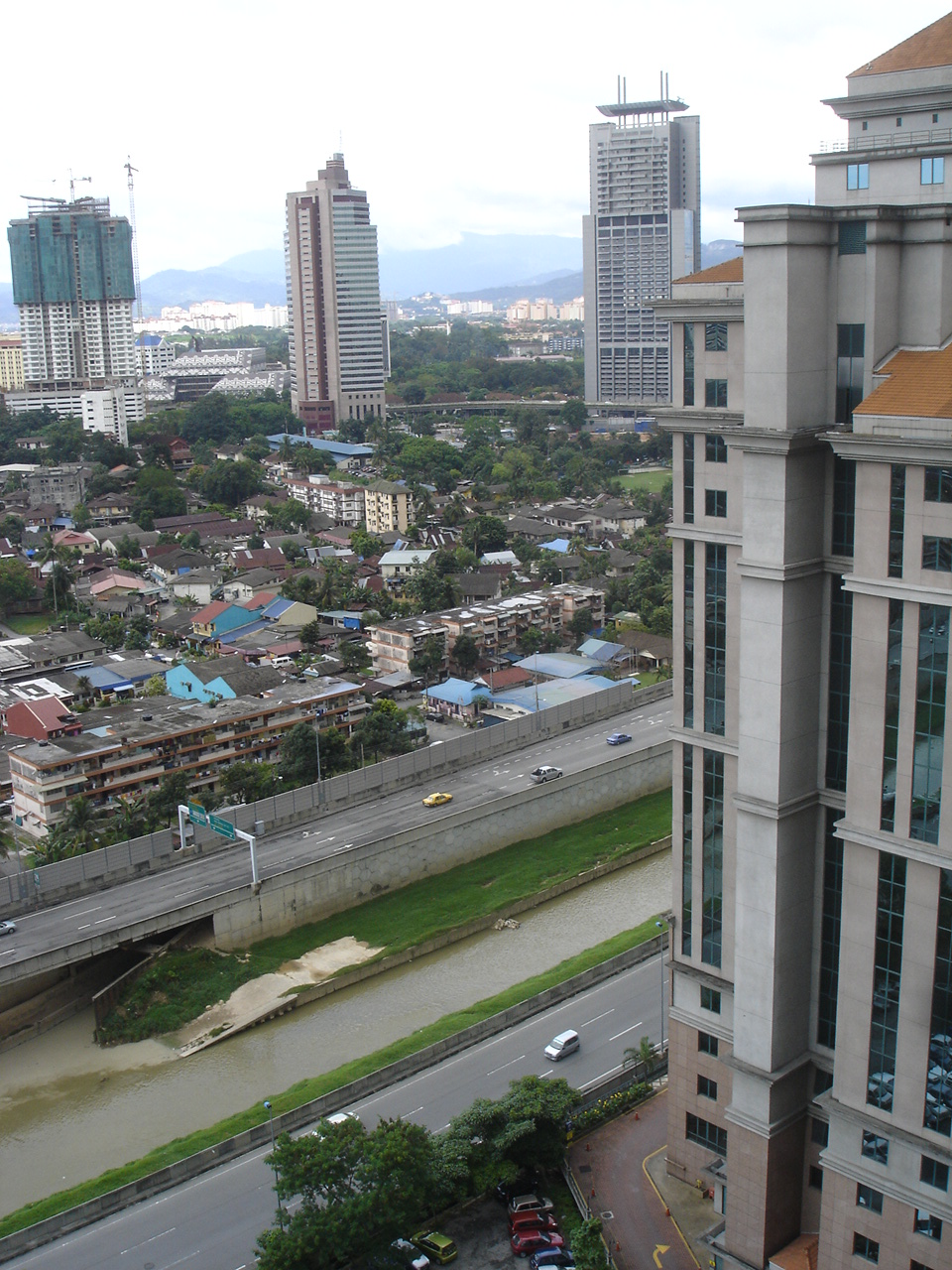
安邦-吉隆坡高架高架公路连接敦拉萨路 (Jalan Tun Razak) 和苏丹依斯迈路 (Jalan Sultan Ismail) 之间的一段出口，背景是甘榜峇鲁 (Kampung Baru)

 安邦—吉隆坡高架大道（英語：Ampang-Kuala Lumpur Elevated Highway (AKLEH)）是马来西亚第一条，也是该国内第一条市区高架高速公路，连接安邦和吉隆坡。该高速公路的兴建是为了减少安邦路的交通拥堵，使来返吉隆玻和安邦两地更加便捷。出于安全原因，摩托车和其他两轮车辆被禁止使用该高速公路。因汽油价格上涨，对摩托车和其他两轮车辆的禁令于2008年6月19日解除。 

## 路线背景
该高速公路的零公里处位于吉隆坡的苏丹伊斯迈交流道的Jalan Raja Abdullah入口处。

## 历史
该高速公路的建设于1996年5月16日获得批准，Prolintas则获得了特许经营权，并将于2029年结束。同年在巴生河岸开始施工，并于2001年竣工。经过多次延误后，它于2001年5月17日通车， 并于2001年6月1日开始收费。

### 后续计划
该高速公路为了迎合未来遮拉迪-吉隆坡第二中环公路（MRR2）路段的扩建，从双向四车道扩展到六车道。扩建工程将沿着巴生河北岸和安邦河北岸进行。根据Prolintas与联邦政府之间的特许经营协议，一旦日均车流量超过93,000辆，Prolintas就需扩建该高速公路。因为扩建工程，Exit 1203遮拉迪交汇处的出口就形成了一个减速弯，供往安邦方向的交通使用。只有当遮拉迪-吉隆坡第二中环公路路段升级成双向六车道的工程开始后，Prolintas才被允许提高收费。 
2015年11月，从遮拉迪至安邦-吉隆坡第二中环公路（往安邦方向的交通）的升级工程（称为“AKLEH2期”）正式通车。

## 特征
- 通往Suria KLCC停车场的隧道
- 快速来返安邦和吉隆坡
- 从安邦欣赏吉隆坡都市天际线的壮观景色
- Saloma Bridge的驾驶景观

## 收费
该高速公路采用开放式收费系统。从2015年开始，高速公路收费站的所有收费均通过Touch 'n Go或SmartTAG电子方式进行，不再接受现金支付。  2022年10月，它是Prolintas维护的四条高速公路之一，通行费也扣除8%至15%。  

### 收费价格
| 班级 | 车辆类型                           | 收费 （马来西亚令吉（RM）） |
| ---- | ---------------------------------- | --------------------------- |
| 0    | 摩托车                             | 免费                        |
| 1    | 2 轴 3或 4 轮车辆（出租车除外）    | RM 2.13                     |
| 2    | 2 轴 5 或 6 轮车辆（公共汽车除外） | RM 7.00                     |
| 3    | 具有3个或更多车轴的车辆            | RM 10.50                    |
| 4    | 出租车                             | RM 1.53                     |
| 5    | 巴士                               | RM 1.28                     |